# Menschen hinter Gittern (1931)
Menschen hinter Gittern ist die 1931 erschienene deutsche Version von George W. Hills Spielfilm The Big House mit Heinrich George in der Hauptrolle.

## Handlung
Der wegen unter Alkohol begangenen Totschlags verurteilte, aber sonst unbescholtene Kent wird in ein überfülltes Gefängnis gesteckt, wo man unfähig ist, mit den Insassen angemessen umzugehen. Dort trifft er auf alte „Knastologen“ wie Morgan und seinen hartgesottenen Kumpan Butch. Das System aber bestraft alle gleich, bringt sie gegeneinander auf und erreicht damit nur das Schlimmste: es kommt zu einem lange geplanten Ausbruchsversuch der Häftlinge, bei dem es nicht ohne Todesopfer abgehen kann.

## Entstehung
Das deutsche Drehbuch schrieben Walter Hasenclever und Ernst Toller neben Frances Marion und E. W. Brandes.
Für die deutschen Version wurde der ungarische Regisseur Paul Fejos (ungar. Fejös Pál) von MGM verpflichtet. Fejos wurde auch für die französische Sprachfassung engagiert, jedoch im Laufe der Dreharbeiten durch Jacques Feyder ersetzt.
Die spanische Version mit dem Titel El presidio entstand unter der Regie von Ward Wing und Edgar Neville.
Die deutschsprachige Version hatte am 24. Juni 1931 in Berlin Premiere. Die österreichische Erstaufführung fand unter Anwesenheit des Hauptdarstellers Heinrich George am 20. Februar 1932 im Wiener Apollo-Kino statt. Diese Version wurde auch in anderen europäischen Ländern wie Dänemark oder den Niederlanden in den Kinos gezeigt.

## Anmerkung
In der Frühzeit des Tonfilms war es noch nicht möglich, fremdsprachige Tonspuren zu synchronisieren. Stattdessen drehte man Versionen, d. h. man wiederholte die Szenen in der gleichen Dekoration mit Schauspielern der Zielsprache, meist sogar noch mit einem eigenen Regisseur, also z. B. für die deutsche Version mit deutschen Schauspielern und einem deutschsprachigen Regisseur, für die französische mit französischen Schauspielern und einem französischsprachigen Regisseur usw.
Zur Problematik vgl. Cercel-Stanley (2012) und Wahl (2003 und 2009).